# Канадський зал слави гірничої справи
Канадський зал слави гірничої справи був задуманий канадським інженером та журналістом Морісом Р. Брауном (1912—2018) для вшанування канадських шахтарів і будівельників на знак визнання їх досягнень у розвитку гірництва країни.
Зал засновано в 1988 році; у 2021 році він налічував 195 членів.

## Розташування
Зал має п'ять локацій.

### Торонто
Університет Торонто розміщує оригінальний зал на першому поверсі історичного гірничого корпусу на території кампусу. У залі є таблички з полірованого канадського граніту з фотографіями та описами членів 1989—2008 років.
Королівський музей Онтаріо містить інтерактивну експозицію на другому поверсі.

### Елліот-Лейк
Віртуальна виставка зали є частиною Музею гірництва в Громадському центрі Лестера Б. Пірсона в Елліот-Лейк (Онтаріо) .

### Оттава
Віртуальна виставка зали відкрилася в Канадському музеї природи в 2012 році.

### Британська Колумбія
Музей шахт Британської Колумбії, розташований на місці колишнього мідного рудника Британія, також містить віртуальну експозицію зали слави.

## Вимоги щодо номінації
Кандидат повинен продемонструвати видатні досягнення у гірництві Канади. Особа повинна бути пенсіонером і досягти віку 65 років. Кандидатури окремих осіб можуть бути висунуті окремими особами, фірмами чи організаціями через одного зі спонсорів або партнерів Зали слави.

### Категорії досягнень
- Розвідка
  - Виявлено велике родовище або велика кількість значних родовищ
  - Запровадив нову техніку дослідження
  - Подолання виняткових перешкод у відкритті значного родовища
- Створення корпорації
- Технічний внесок
  - Розробка технології або методу роботи, яка глибоко вплинула на галузь
  - Надання геонаукових даних або наукових знань.
- Допоміжний внесок
  - Зовнішня підтримка галузі через освіту, політику чи комунікацію
- Майнінг у суспільстві
  - Видатні досягнення в поєднанні бізнес-цілей галузі з цілями канадського суспільства

## Особи, вшановані у залі слави
- Frederick R. Archibald
- P. Jerry Asp
- Hector Authier
- Alex G. Balogh
- Anthony R. Barringer
- Ross J. Beaty
- Pierre Beauchemin
- Archibald M. Bell
- Benjamin Taylor Bell
- John Paris Bickell
- Selwyn G. Blaylock
- Stewart Lynn «Stu» Blusson
- Robert W. Boyle
- Matthew James Boylen
- John Ross Bradfield
- Peter M.D. Bradshaw
- Carroll «Chuck» Brawner
- J. Keith Brimacombe
- William Guy Brissenden
- Eldon Brown
- Maurice Russell Brown
- Peter M. Brown
- Johannes «Joe» Brummer
- Bernard O. Brynelsen
- David G. Burchell
- Neil Campbell
- Côme Carbonneau
- George Carmack
- Kate Carmack
- James E.C. Carter
- Dawson «Tagish» Charlie
- Frederick Connell
- John Convey
- Marsh A. Cooper
- Ernest «Ernie» Craig
- George B. Cross
- Walter Curlook
- Alexander Stewart Dadson
- Ernest J. Darragh
- C. Stanley Davidson
- Nathanael V. Davis
- Duncan R. Derry
- Randolph Diamond
- Robert Dickinson
- Patricia Dillon
- A.O. Dufresne
- Hugo Dummett
- Georges H. Dumont
- David Elliott
- Richard J. Ennis
- Joseph Errington
- Graham Farquharson
- Charles E. Fipke
- James M. Franklin
- Horace Fraser
- Robert Friedland
- Robert A. Gannicott
- Neil George
- Richard Geren
- Louis Gignac
- James Edward Gill
- James W. (Jim) Gill
- Ned Goodman
- James R. Gordon
- Dr. Donald «Digger» Gorman
- Gerald Grandey
- Bruce J. Grierson
- Arthur Thomas Griffis
- Oliver Hall
- Robert Hallbauer
- Phillip G. Hallof
- John Hammell
- John A. Hansuld
- James Merritt Harrison
- Gerald G. Hatch
- Herbert E.T. Haultain
- Tom Hebert
- Robert Henderson
- Joseph H. Hirshhorn
- Donald M. Hogarth
- Benny Hollinger
- Walter Holyk
- Edmund Horne
- H. H. «Spud» Huestis
- Robert «Bob» Hunter
- Richard W. Hutchinson
- Robert John Isaacs
- William Fleming James
- William (Bill) James
- William Gladstone Jewitt
- Franc Joubin
- Robert Jowsey
- Norman Bell Keevil
- Norman B. Keevil
- Roland Kenneth Kilborn
- Michael J. Knuckey
- Albert Koffman
- John Kostuik
- Alan Kulan
- Gilbert LaBine
- Adolphe La Prairie
- Fred La Rose
- Pierre Lassonde
- Thayer Lindsley
- Sir William Logan
- Egil H. Lorntzsen
- Terry MacGibbon
- John MacIsaac
- Vladimir Nicolaus Mackiw
- Viola R. MacMillan
- Skookum Jim (Keish) Mason
- John Williams McBean
- James McCrea
- James J. McDougall
- Rob McEwen
- Sandy McIntyre (formerly Alexander Oliphant)
- James H. McKinley
- Donald A. McLeod
- Jack McOuat
- W. Austin McVeigh
- Brian K. G. Meikle
- Bernard M. Michel
- Charles E. Michener
- Chester F. Millar
- Alfred E. Miller
- Willet Green Miller
- R. G. K. Morrison
- Alex Mosher
- Peter Munk
- James Y. Murdoch
- Mike Muzylowski
- Ronald K. Netolitzky
- James Paul Norrie
- Sir Harry Oakes
- Stephen P. Ogryzlo
- James C. O'Rourke
- Ralph D. Parker
- Norman R. Paterson
- Norman C. Pearce and Richard Pearce
- Paul Penna
- Murray Pezim
- Franklin G.T. Pickard
- Lloyd Montgomery Pidgeon
- Richard Porritt
- Alfred Powis
- Mark Rebagliati
- Louis Renzoni
- Joseph Arlington Retty
- Kate Rice
- Walter J. Riva
- David S. Robertson
- Stephen Roman
- Harry L. Roscoe
- William S. Row
- Edgar A. Scholz
- Seymour Schulich
- Stephen D. Scott
- Harold O. Seigel
- Roman Shklanka
- Eberhard (Ebe) Scherkus
- John D. Simpson
- Robert M. Smith
- Franklin K. Spragins
- Karl Springer
- Robert Crooks Stanley
- Arthur W. Stollery
- Ian Telfer
- D. Grenville Thomas
- James Edgar Thomson
- David A. Thompson
- Edward G. Thompson
- John Fairfield Thompson
- Jules Timmins
- Noah A. Timmins
- Joseph B. Tyrrell
- Mary Edith Tyrrell
- Mervyn Upham
- Steve Vaughn
- Ossian Walli
- Victor Wansbrough
- Harry Verney Warren
- Bert Wasmund
- Mackenzie Iles Watson
- Murray Edmund Watts
- Arthur W. White
- Harold «Hank» Williams
- John Williamson
- Jack Wilson
- John Tuzo Wilson
- Harold Wright
- William Henry Wright
- John Zigarlick, Jr.